# Djurgårdens bokskog

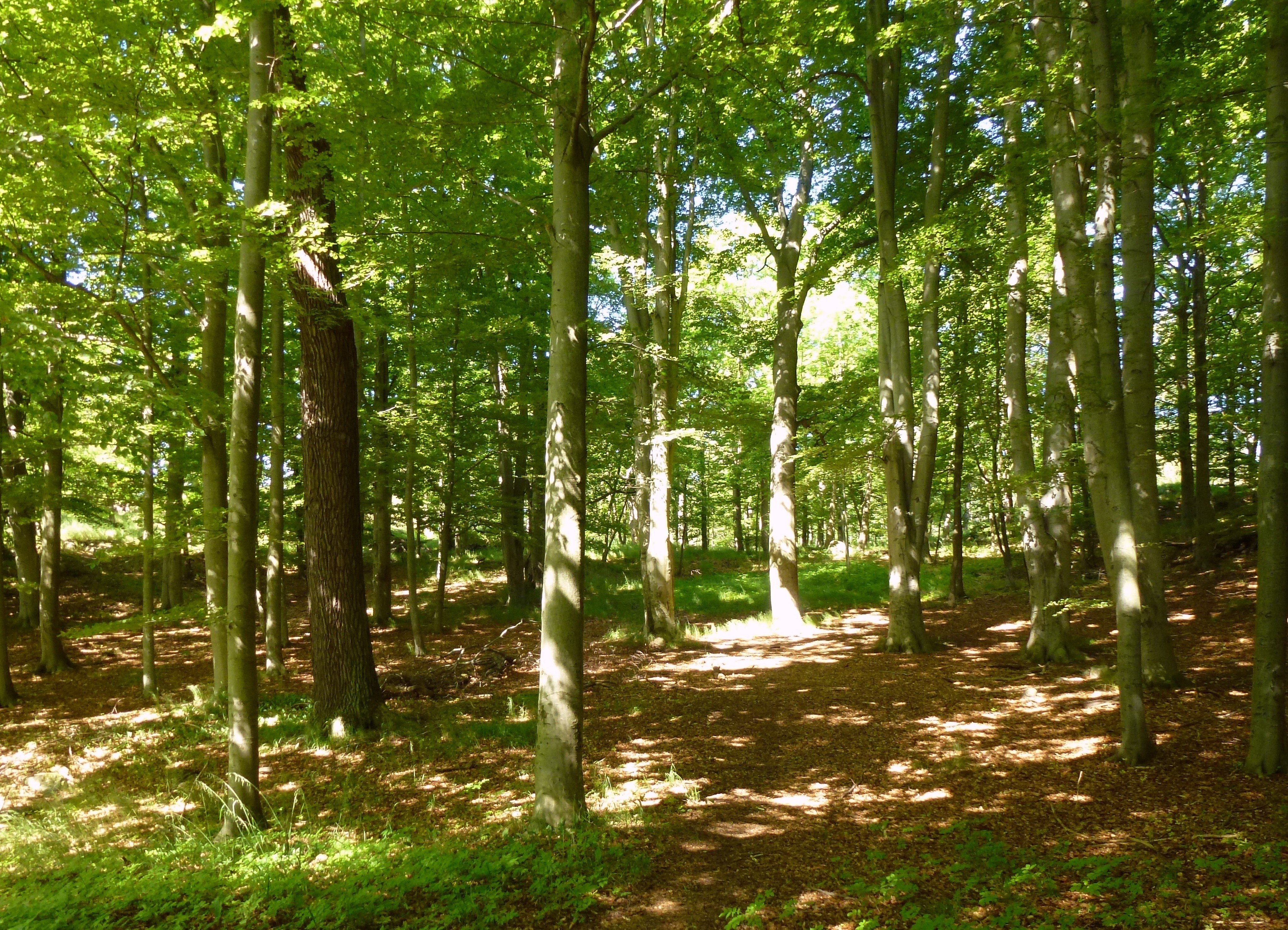
Bokskogen på sommaren 2012.

Bokskogen på Djurgården är ett bokbestånd beläget strax norr om Djurgårdsvägen i höjd med villa Liston Hill på Södra Djurgården i Stockholm. Enligt Föreningen Malmöpojkarna i Stockholm är bokskogen en av de nordligaste i Sverige. Redan i länet hittar vi dock betydligt tätare och rikligt med bok i Österåker, i och strax öster om tätorten Åkersberga omkring Margretelund och Östanå slott.
Bokskogen vid Liston Hill planterades på 1820-talet på initiativ av dåvarande intendenten på Djurgården Israel af Ström, även grundare av Statens skogsinstitut. Planteringen utfördes troligen av hans volontärer.
År 1947 anförtroddes bokskogen Föreningen Malmöpojkarna i Stockholm av Djurgårdsförvaltningen. En förnyelse av bokbeståndet skedde under 1950- och 1960-talen genom inplantering av ungträd från skånska bokskogar, en informationsskylt berättar härom. Malmöpojkarna brukar hålla sina årsmöten under bar himmel i bokskogen vid Liston Hill.
Närheten till bebyggelsen och Djurgårdsvägen med sina promenadstråk visar sig i form av många ristningar och inskriptioner i bokarnas släta bark.

## Bilder

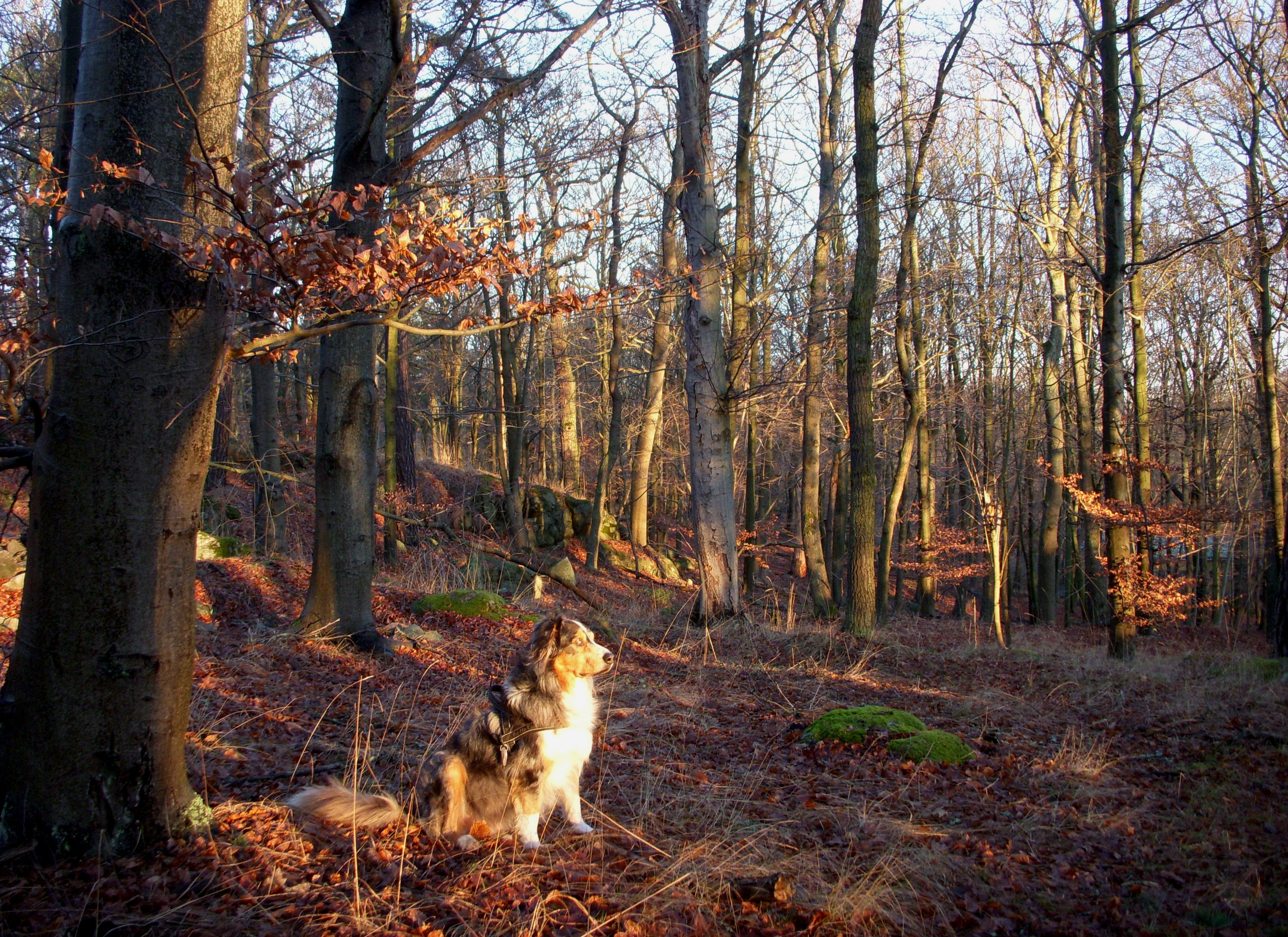
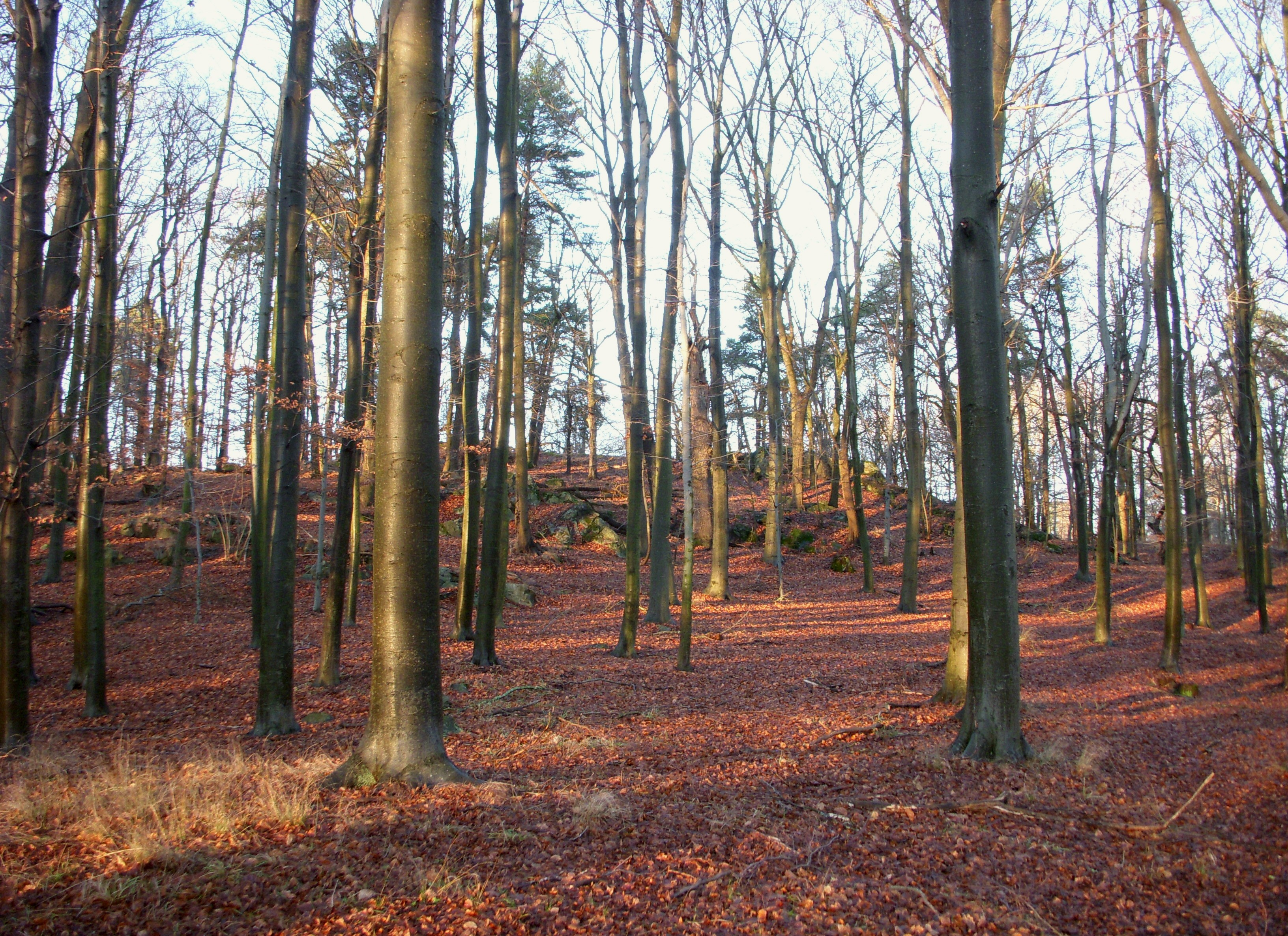
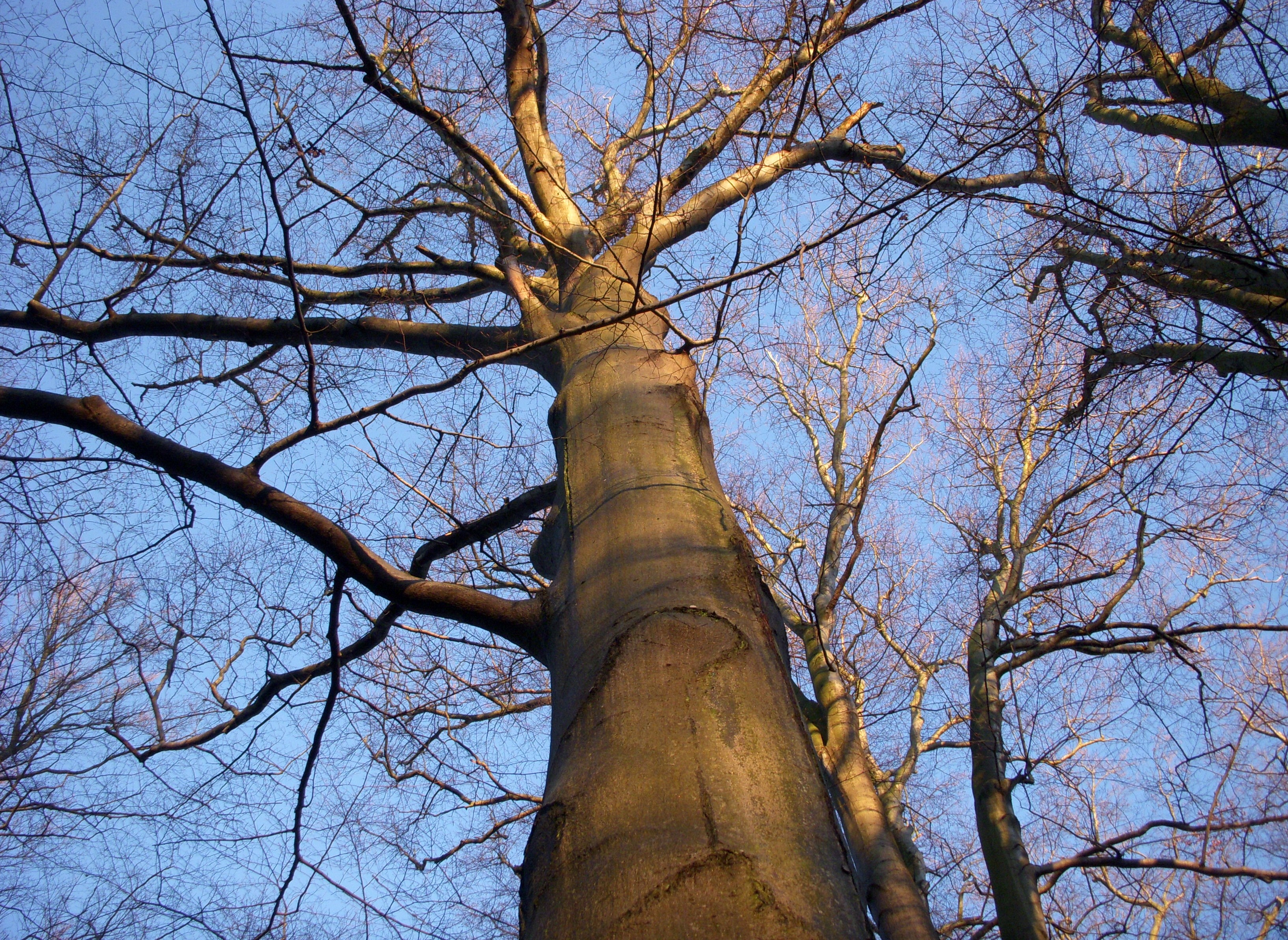
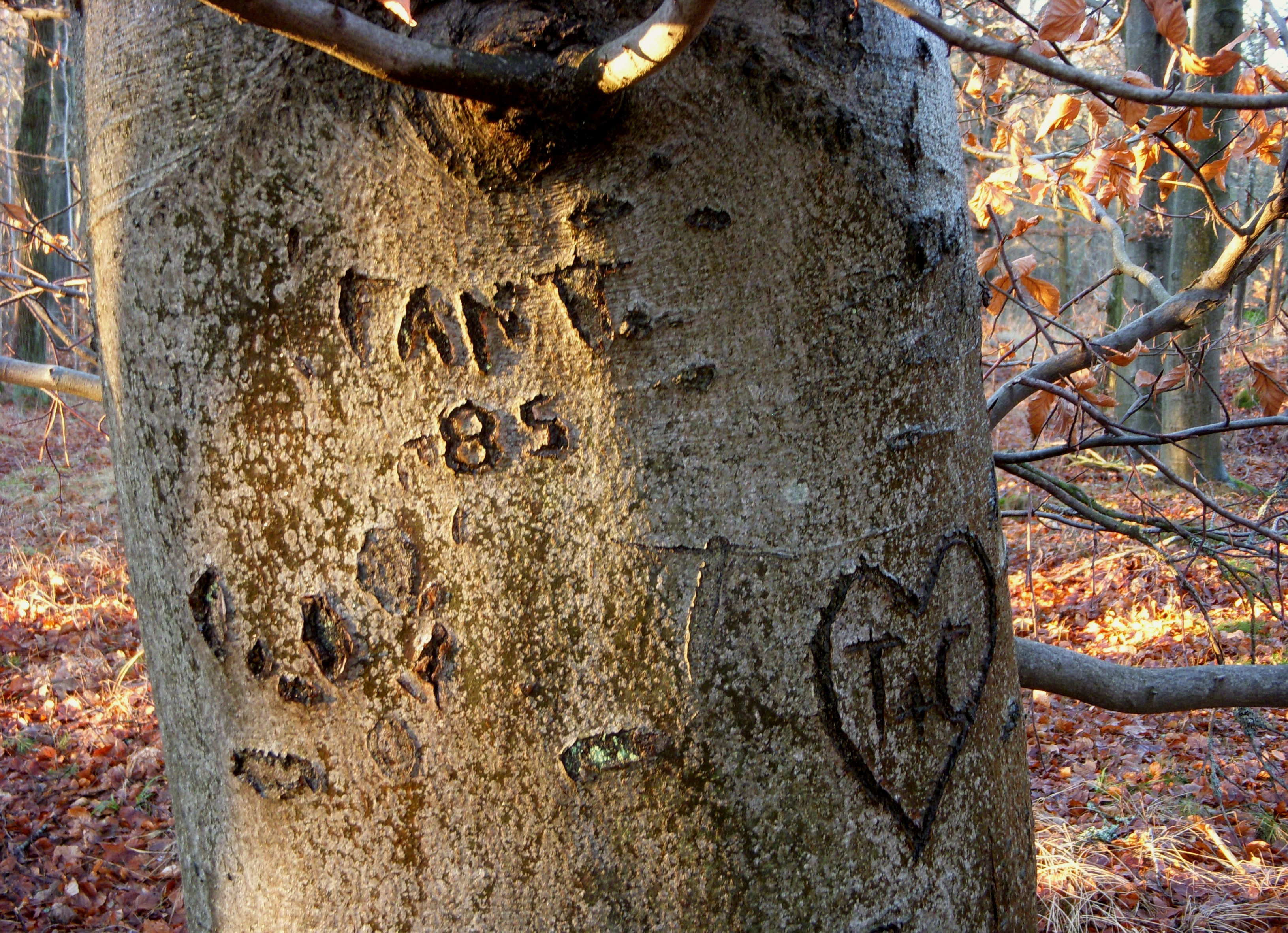